# Kοryfes orous Menοikiοn - orοs Kouskouras - Ύpsoma
Kοryfes orous Menοikiοn - orοs Kouskouras - Ύpsoma este o arie protejată (arie specială de conservare — SAC, sit de importanță comunitară — SCI) din Grecia întinsă pe o suprafață de 23.585,9 ha, integral pe uscat.

## Localizare
Centrul sitului Kοryfes orous Menοikiοn - orοs Kouskouras - Ύpsoma este situat la coordonatele 41°09′36″N 23°47′17″E / 41.160072°N 23.788178°E.

## Înființare
Situl Kοryfes orous Menοikiοn - orοs Kouskouras - Ύpsoma a fost declarat sit de importanță comunitară în august 1996 pentru a proteja 2 specii de plante și 7 specii de animale. Situl a fost protejat și ca arie specială de conservare în martie 2011.

## Biodiversitate
Situată în ecoregiunea mediteraneană, aria protejată conține 12 habitate naturale: Pajiști alpine și subalpine calcaroase, Pajiști uscate din regiunea submediteraneeană estică (Scorzoneratalia villosae), Liziere de ierburi înalte hidrofile de câmpie și de nivel montan până la alpin, Peșteri inaccesibile publicului, Păduri de fag Luzulo-Fagetum, Păduri de fag Asperulo-Fagetum, Păduri de fag din Europa Centrală dezvoltate pe sol calcaros cu Cephalanthero-Fagion, Păduri pe pante, grohotișuri și ravene de Tilio-Acerion, Păduri panonice-balcanice de stejar turcesc - stejar sesil, Păduri de Castanea sativa, Păduri de Quercus frainetto, Păduri de Platanus orientalis și Liquidambar orientalis (Platanion orientalis).
La baza desemnării sitului se află mai multe specii protejate:
- plante (2): Dactylorhiza kalopissii subsp. kalopissii, Himantoglossum jankae
- amfibieni (1): izvoraș-cu-burta-galbenă (Bombina variegata)
- mamifere (1): vidră de râu (Lutra lutra)
- nevertebrate (3): croitorul mare al stejarului (Cerambyx cerdo), rădașcă (Lucanus cervus), Paracaloptenus caloptenoides
- reptile (2): Testudo graeca, elaphe situla (Zamenis situla)

Pe lângă speciile protejate, pe teritoriul sitului au mai fost identificate 35 de specii de plante, 5 specii de amfibieni, 4 specii de mamifere, 9 specii de reptile.